# Noreppa obsoleta
Noreppa obsoleta är en fjärilsart som beskrevs av Orfila 1950. Noreppa obsoleta ingår i släktet Noreppa och familjen praktfjärilar. Inga underarter finns listade i Catalogue of Life.